# 中国书法 (杂志)
《中国书法》（英文：Chinese Calligraphy）创刊于1982年，是由中国文联主管、中国书法家协会主办、《中国书法》杂志社出版的国家级中文核心期刊，并被CSSCI收录。